# Національний конвент

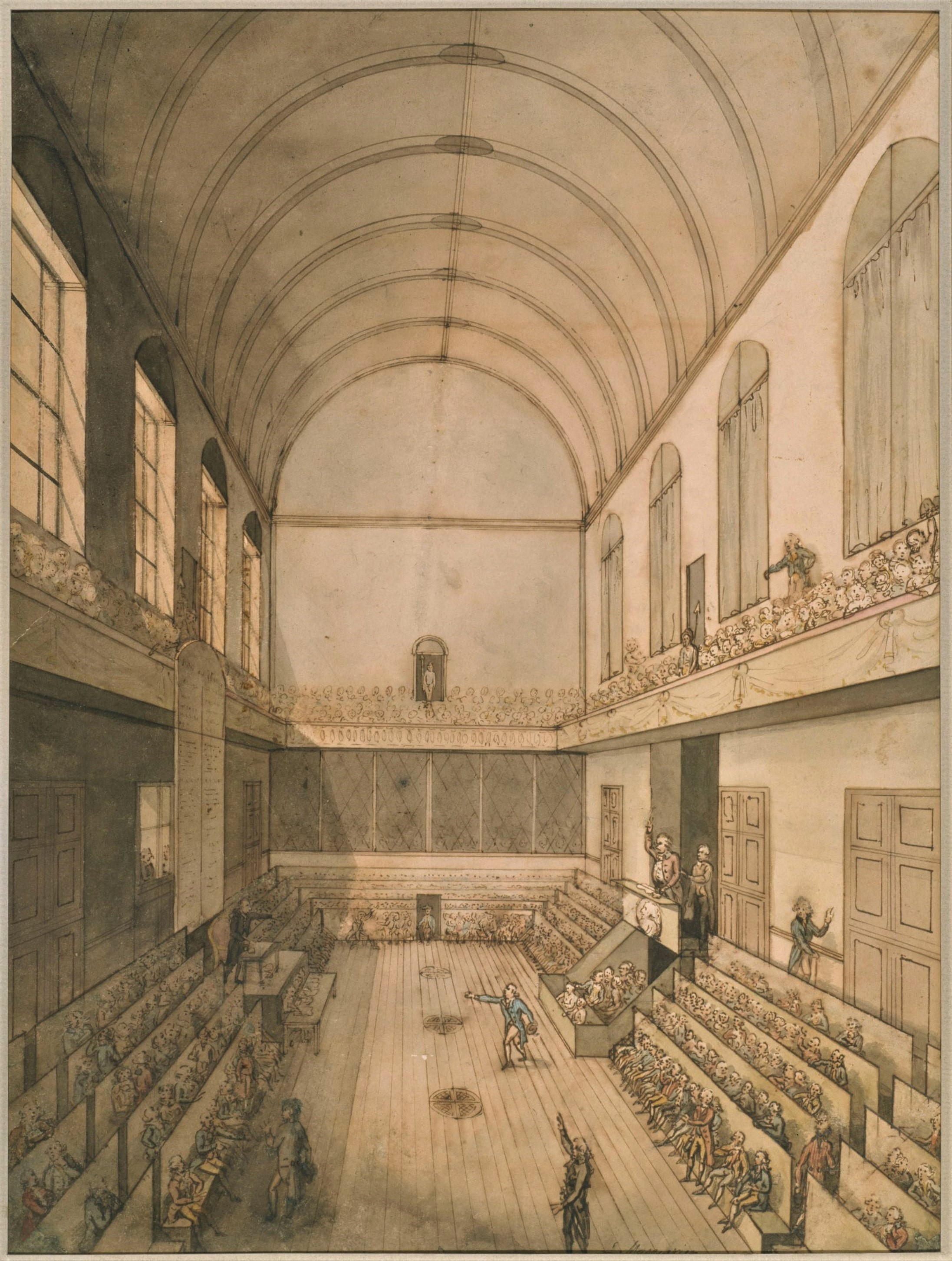
Зала Манежу палацу Тюїльрі, в якій Конвент засідав до 9 травня 1793

Національний конвент (фр. Convention nationale) або Конвент (фр. Convention) — французьке конституційне й законодавче зібрання, яке засідало з 20 вересня 1792 по 26 жовтня 1795. В останні роки Першої французької республіки Конвент тримав у своїх руках виконавчу владу. З 2 листопада 1795 його замінила Директорія.
Конвент був спадкоємцем Законодавчих зборів і був обраний всенародними виборами, у яких право голосу мали тільки чоловіки, з метою дати Франції нову конституцію після повалення монархії 10 серпня 1792 року. У перший день своєї роботи Конвент офіційно скасував монархію і проголосив Францію республікою. Конвент дав країні надзвичайно демократичну Конституцію I року, яка, втім, ніколи не набрала чинності у зв'язку з військовим становищем. З осені 1793 року Конвент встановив режим революційного терору, при якому виконавча влада належала Комітету громадського порятунку.
Хоча Конвент проіснував до 1795 року, влада була фактично делегована Конвентом і зосереджена в невеликому Комітет громадського порятунку з квітня 1793 року. Вісім місяців з осені 1793 до весни 1794 року, коли Максиміліан Робесп'єр та його союзники домінували в Комітет громадського порятунку, представляють найрадикальнішу та найкривавішу фазу Французької революції, відому як Панування терору. Після падіння Робесп'єра Конвент проіснував ще рік, доки не була написана нова конституція, що поклала початок Французькій Директорії.

## Вибори
Непрямі вибори відбулися з 2 по 10 вересня 1792 року після обрання виборчих колегій первинними зборами 26 серпня . Незважаючи на запровадження загального чоловічого виборчого права, явка виборців була низькою , хоча у порівнянні з виборами 1791 року явка зросла - у 1792 році проголосувало 11,9% значно більшого електорату, порівняно з 10,2% набагато меншого електорату у 1791 році. Низька явка частково пояснювалася страхом віктимізації; у Парижі на виборах головував Робесп'єр, який у співпраці з радикальною пресою зумів виключити будь-якого кандидата з роялістськими симпатіями . У всій Франції лише одинадцять первинних асамблей хотіли зберегти монархію. Всі виборчі збори мовчки проголосували за «республіку», хоча це слово використовувалося лише в Парижі . Вибори повернули до влади тих самих людей, яких активні громадяни обрали в 1791 році .
20 вересня Конвент провів своє перше засідання в «Залі Сент-Сюїс», а наступного дня переїхав до Залу Манежу, де було мало місця для публіки і погана акустика . З 10 травня 1793 року Конвент засідав у Залі машин, величезному залі, в якому депутати були вільно розкидані по кімнатах. Зал машин мав галереї для публіки, яка часто впливала на дебати, перериваючи їх або аплодуючи  .
Члени Конвенту походили з усіх класів суспільства, але найчисленнішими були адвокати. 75 членів засідали в Національних установчих зборах, 183 - у Законодавчих зборах. Загальна кількість депутатів становила 749, не враховуючи 33 депутатів від французьких колоній, з яких лише деякі встигли вчасно прибути до Парижа. Томас Пейн і Анахарсіс Клутс були призначені в Конвенті жирондистами. Однак, окрім них, новостворені департаменти, приєднані до Франції з 1782 по 1789 рік, мали право надсилати делегації .
Згідно з власним регламентом, Конвент обирав свого президента кожні два тижні, а президент, який залишав посаду, мав право на переобрання після закінчення двотижневого терміну. Зазвичай сесії відбувалися вранці, але нерідко проводилися і вечірні засідання, які часто затягувалися до пізньої ночі. Іноді, за виняткових обставин, Конвент оголошував себе постійно діючим і засідав по кілька днів без перерви. Для виконання як законодавчих, так і адміністративних функцій Конвент використовував комітети, повноваження яких були більш-менш широко розширені і регулювалися наступними законами. Найвідомішими з цих комітетів були Комітет громадської безпеки та Комітет загальної безпеки .
Конвент мав законодавчу та виконавчу владу протягом перших років Першої французької республіки і мав три окремі періоди: Жирондистський, Монтаньярдський (або якобінський) та Термідоріанський.